# فيتا (إيطاليا)
فيتا (بالإيطالية: Vita)‏ هي بلدية في مقاطعة تراباني في صقلية الإيطالية.

## السكان
في سنة 1861 بلغ عدد السكان 3٬911 نسمة، وتطور العدد ليصل في سنة 2011 لـ 2٬139 نسمة.
يظهر هذا المخطط البياني تطور النمو السكاني لـ فيتا (إيطاليا)